# Növényfajták szabadalmi oltalma
A növényfajták szabadalmi oltalmát egyes országok (például Magyarország szabadalmi törvényei (A találmányok szabadalmi oltalmáról szóló 1995. évi XXXIII. törvény) biztosítják. A növényfajták nemzetközi oltalmáról az ún. UPOV egyezmény rendelkezik. A magyar szabadalmi törvény rendelkezései ebben a tárgyban a következők:

## Az oltalom feltételei
- Szabadalmazható a növényfajta, ha megkülönböztető, egynemű, állandó és új, valamint, ha lajstromozható fajtanévvel látták el.[1]
- Megkülönböztethető a növényfajta, ha egy vagy több alaktani vagy egyéb mérhető tulajdonsága tekintetében határozottan eltér az elsőbbség napján közismert fajtáktól.[2]
- Egynemű a növényfajta, ha egyedeinek lényeges fajtajellemzői azonosak.[3]
- Állandó a növényfajta, ha az egymást követő szaporítások után vagy a szaporítási ciklusok végén a lényeges fajtajellemzők változatlanok.[4]
- Új a növényfajta, ha a nemesítő vagy jogutódja hozzájárulásával eladásra még nem kínálták fel, vagy kereskedelmi forgalomba nem hozták

a) belföldön az elsőbbségi napot megelőző egy évnél korábban,
b) külföldön szőlő és fa esetében az elsőbbségi napot megelőző hat évnél, más növény esetén négy évnél korábban.
- A fajtanévnek az elsőbbség napján alkalmasnak kell lennie a fajta azonosítására. Fajtanévként nem használható különösen az olyan megjelölés, amely kizárólag számjegyekből áll – kivéve, ha ez az elterjedt gyakorlat a fajták megjelölésére –, megtévesztésre alkalmas, azonos vagy rokon növényfajhoz tartozó már meglevő fajta neve, vagy amelynek használata a közrendbe vagy a közerkölcsbe ütközne.[6]

## Kizárólagos hasznosítási jog
A nemesítőt (növényfajtát nemesítő, felfedező és kifejlesztő személyt) vagy jogutódját növényfajta-oltalom illeti meg, amelynek alapján  kizárólagos joga van a növényfajta hasznosítására. A végleges növényfajta-oltalom – a megadástól számítva – szőlők és fák esetében 30 évig, egyéb növényfajták esetében pedig 25 évig tart.